# Dialogo (Arena Blanca, Mar Azul)
Dialogo (Arena Blanca, Mar Azul) es la versión del primer álbum italiano de Al Bano & Romina Power, titulado Atto I. Este álbum incluía las canciones "Año 2000" y "Arena Blanca, Mar Azul", esta última sería incluida más tarde en el álbum Sharazan.

## Canciones
Cara A
1. "Arena Blanca, Mar Azul"
2. "Un Uomo Diventato Amore"
3. "Sognando Copacabana"
4. "Come Ti Desidero"
5. "Sensazione Meravigliosa"

Cara B
1. "Se Ti Raccontassi"
2. "Año 2000"
3. "Il Pianto Degli Ulivi"
4. "Moderno Don Chisciotte"
5. "Mai, Mai, Mai"